# Філіпкі (Куявсько-Поморське воєводство)
Філіпкі (пол. Filipki) — село в Польщі, у гміні Хоцень Влоцлавського повіту Куявсько-Поморського воєводства.
У 1975—1998 роках село належало до Влоцлавського воєводства.